# Kent Hill
Pour les articles homonymes, voir Hill.
Kent Hill, né le 7 juin 1965 au Kansas (États-Unis), est un joueur de basket-ball professionnel américain, naturalisé français. Il mesure 1,98 m.

## Université
- 1989-1992 :  Hawkeyes de l'Iowa (NCAA I )

## Clubs
- 1992-1993 :  AS Joué-lès-Tours (Nationale 2)
- 1993-1999 :  Élan chalonnais (Nationale 2 puis Pro B puis Pro A)
- 1999-2001 :  Hyères-Toulon VB (Pro B)
- 2001-2002 :  TED Ankara (1er division)

## Palmarès
- Champion de France de Nationale 2 en 1994